# Climat des Pyrénées-Orientales

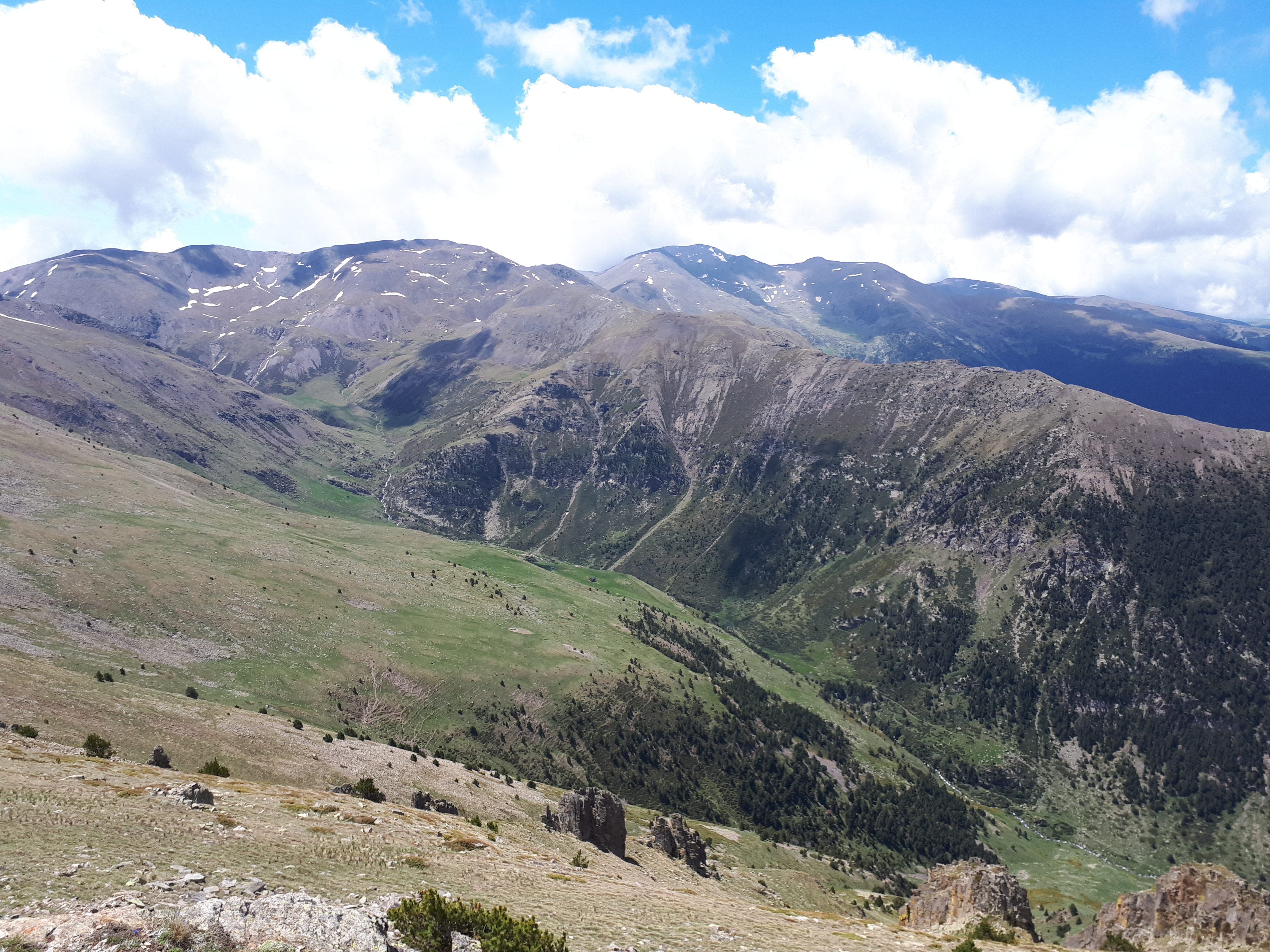
Réserve naturelle de la vallée d'Eyne dans les Pyrénées-Orientales.

Le climat des Pyrénées-Orientales est un climat de type méditerranéen près des côtes se dégradant en climat montagnard avec l'altitude.

## Température
Durant l'hiver de l'année 1956, la température demeure dans la plaine du Roussillon inférieure à -10 degrés celsius plusieurs semaines durant. De nombreuses plantations agricoles en furent durablement affectées, notamment les oliveraies.

## Ensoleillement
Le département des Pyrénées-Orientales a connu 2 643 heures d'ensoleillement en 2023, contre une moyenne nationale des départements de 2 021 heures de soleil. Le département des Pyrénées-Orientales a bénéficié de l'équivalent de 110 jours de soleil en 2023. Le département se situe à la position n°10 du classement des départements les plus ensoleillés.

## Précipitations
Le département des Pyrénées-Orientales a connu 252 millimètres de pluie en 2023, contre une moyenne nationale des départements de 828 millimètres de précipitations. Le département se situe à la position n°96 du classement des départements les plus pluvieux.
Le 21 janvier 1870, Collioure subit un événement climatique exceptionnel, observé par le botaniste Charles Naudin, et reçoit un mètre de neige en une journée. De nombreux vergers et plantations de chênes-lièges sont détruits.
L'Aiguat de 1940 reste à ce jour l'épisode pluvieux le plus destructeur du département, ayant notamment provoqué environ 50 morts dans les Pyrénées-Orientales, essentiellement dans la vallée du Tech.

## Vent
Plusieurs vents coiffent et décoiffent les Pyrénées-Orientales.
Les statistiques donnent 132 jours de vent d'une vitesse supérieure à 60 km/h et 16 jours de vent d'une vitesse supérieure à 100 km/h.
Les principaux sont représentés sur la rose des vents, ci-dessous :
- La Tramontane, vent froid et sec
- Le Narbonés ou Narbonnais, vent violent soufflant par grain
- Le Gargal ou Grégal, vent humide dans le Roussillon
- le Llevant, vent humide qui apporte souvent la pluie
- La Marinade, ou le Marin , vent chaud est humide
- L'Autan, le vent d'autan naît du vent marin
- Le Sirocco appelé Xaloc en Catalogne, vent très chaud, sec et poussiéreux
- Le migjorn est un vent de sud chaud, rare et modéré. Il arrive d'Afrique et possède les propriétés du sirocco.
- Les Garbinet; Llebets, vents d'Espagne, chauds du Sud-Ouest
- Le Ponent ou Ponant, vent chaud. Le Ponant est opposé au Llevant

L'effet de foehn :

Lorsque, poussé par le vent, de l'air froid et humide s'élève pour franchir une montagne, il se détend et se refroidit. La vapeur d'eau qu'il contient se condense. Il pleut sur le flanc « au vent » de la montagne. Devenu plus sec, il passe le sommet, dévale la pente et se voit alors comprimé. Il s'échauffe : c'est le foehn. De l'autre côté de la montagne, il fait chaud et beau.
Types de vents présents dans le département[Où ?]
| Nom                    | Orientation | Fréquence |
| ---------------------- | ----------- | --------- |
| Narbonés               | Nord        | 7,7 %     |
| Gregal                 | Nord-est    | 6,7 %     |
| Llevant                | Est         | 10,2 %    |
| Marinada - Garbi       | Sud-est     | 11,6 %    |
| Migjorn                | Sud         | 2,4 %     |
| Alber - vent d'Espagne | Sud-ouest   | 3,7 %     |
| Ponent - Canigonenc    | Ouest       | 13 %      |
| Tramontane             | Nord-ouest  | 44,7 %    |